# らい予防法違憲国家賠償訴訟
「らい予防法」違憲国家賠償請求訴訟（らいよぼうほういけんこっかばいしょうせいきゅうそしょう）とは、日本の国家賠償訴訟のひとつ。ハンセン病に罹患した患者を伝染のおそれがあるとして強制隔離することを定めた「らい予防法」が、日本国憲法に違憲であるとして提起した国家賠償訴訟である。

## 前史

### 「らい予防法」改正反対闘争

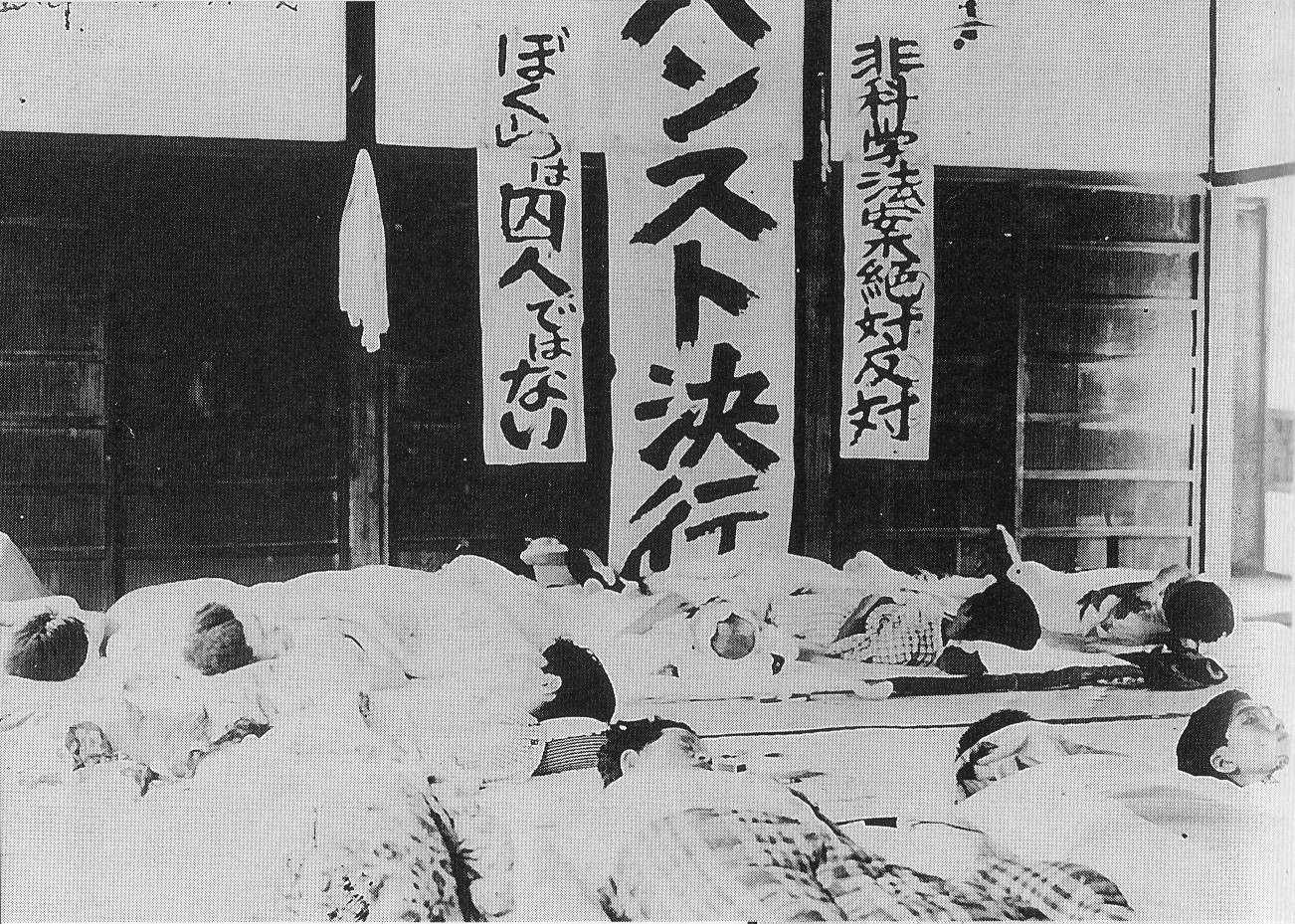
らい予防法闘争でハンガーストライキ中の大島青松園の患者たち

1953年 (昭和28年) 、全国ハンセン病患者協議会 (全患協、後の全療協) は、「らい予防法」制定に際して、国会や日本国政府への陳情、ハンガーストライキ、座り込みなどの激しい反対運動を行ったが、「国立療養所を規定する1章」などの追加という微修正が行われただけで、らい予防法は成立した。わずかに、参議院で附帯決議が行われ、その中には「近き将来、本法の改正を期すると共に、本法施行に当たっては、その趣旨の徹底、啓蒙宣伝につき十分努力することを要望する」の一文が入っていたが、この内容は全く無視された。
全患協は、1963年 (昭和38年) に再び「らい予防法」の改正を求めて日本国政府に対して精力的に陳情運動を行ったが、この時にも実を結ばなかった。この後、1965年に全患協は同法の改正を厚生省に働きかけたがうまく行かず、1966年 (昭和41年)、1967年 (昭和42年)、1970年 (昭和45年)、1974年 (昭和49年)、1975年 (昭和50年) には損失補償を要求したが同省に軽くあしらわれただけに終わった。その後の活動は同法廃止ではなく、療養所内の生活改善要求の活動が中心になり、全患協がらい予防法廃止を求める活動を行うことはなくなっていった。
なお、全患協の「らい予防法」廃止闘争や陳情活動に関しては、成田稔『日本の癩〈らい〉対策から何を学ぶか』(明石書店、2009年) や大竹章『無菌地帯―らい予防法の真実とは』(草土文化、1996年) に詳しいので、詳細についてはこれらの文献および引用文献を参照のこと。

### 大谷見解
ようやく日本国政府で、「らい予防法」廃止への動きが出るのは、1992年（平成4年）の厚生省『ハンセン病予防事業対策調査検討委員会』においてのことである。
1988年（昭和63年）以来同委員会の座長についていた大谷藤郎（藤楓協会理事長）が、本格的に同法廃止へ道筋をつける腹を固め、その後1994年（平成6年）に3回 (4月20日の全患協支部長会議、5月13日の日本らい学会、6月25日の高松宮記念ハンセン病資料館シンポジウム) にわたって、いわゆる「大谷見解」が公表された。
この「大谷見解」は大谷の個人見解ではあったが、「らい予防法」制定以来、何度か公表された同法廃止のための談話（鈴木禎一、荒川巌、和泉真蔵）に比べて提示された具体策が詳細であり、関係諸団体が同法廃止に同意する決定的な要因となる、画期的なものだった。要因としては、これまでの実績の大きさ（厚生官僚OBであること、ハンセン病政策に関わっていた期間の長さ、当時も厚生省その他の重要会議のメンバーを務めていたこと）から来る、大谷藤郎への信頼感が挙げられている。

### 「らい予防法」廃止
1995年（平成7年）5月12日に、ハンセン病予防事業対策調査検討委員会は中間報告書を厚生省に提出、午後に開かれた稲葉博厚生省エイズ結核感染症課長との共同記者会見の席上で、同課長が、この中間報告書の提言により、厚生省内に「らい予防法」見直しのための検討会を設置し、できればその意見によって、翌年の春に国会に見直しのための法律案を提出したい旨の発言を行い、厚生省が正式に見直しの検討に入ることになった。
「らい予防法」見直し検討会は、第1回目の会合が同年7月6日に開かれ、以後8月10日、9月14日、10月16日、10月25日、11月13日、11月24日、12月8日と計8回開かれた。
1995年12月8日にようやく最終報告書がまとまり、「らい予防法」廃止が確定的な状況になったが、この報告書では国として元ハンセン病患者に対して謝罪することを求めていなかった。そのため、元患者からは不満の声が出ており「謝罪しないのならば、法廃止を先伸ばしせよ」という声まで挙がっていた。
厚生省では、国が謝罪しないという不満をなだめるために、保険医療局長松村明仁ほか関係課長が手分けして、報告書の説明と称して事実上の謝罪のために全国の13か所の療養所に出向いた。大谷藤郎によると、元患者にはおおむね好意的に受け止められたという。
「らい予防法」廃止（1996年〈平成8年〉3月27日）の約2か月前である1996年1月18日には、厚生大臣菅直人が厚生大臣室において、全患協の高瀬重二郎会長と全国の各支部長に直接謝罪をしたが。これは異例のことではあった、元ハンセン病患者や支援者たちの一部は、国の対応に不満だった。厚生大臣は、同法の廃止が遅れたことには謝罪したが、それまでの国の政策の誤りについては、一言も言及しなかったためである。1953年の「らい予防法」制定の時点で、既に国際的に時代錯誤だった絶対隔離政策を継続することを国策として認めたことを、国の誤りであったと正式に認めさせ、国が元患者に謝罪することを求めて国家賠償請求訴訟を考える元患者はいたが、不安材料があり、ためらっていた面がある。
懸念材料は2つあり、1つ目はマスコミ報道されることで、家族・親族に迷惑がかかることが予想されること、2つ目は「らい予防法」廃止によって、これまでに得られた療養所内の生活改善が、国の提訴により奪われるのではないかという不安だった。
なお、この不安は単なる杞憂ではすまなかった。実際に熊本地裁に提訴 (後述) された後、その審理のなかで被告である国側の証人として陳述書を提出した国立ハンセン病療養所の園長は、その中で「裁判の結果は、入所者の処遇の枠組みに大きな影響を及ぼす」と書き、婉曲的な恫喝を行っている。

## 提訴
熊本地裁への第1次提訴が実現したのは、九州のある入所者が九州弁護士会に書いた一本の手紙からだった。この入所者は手紙の中で、長年にわたって法曹界が「らい予防法」に無関心だったことを批判していた。この批判は的を射たものであって、後の「ハンセン病問題に関する検証会議・最終報告書」の中でも、長年に渡って法曹界が無関心であり続けたと書かれている。
弁護士会はこの手紙にすぐに反応し弁護団を結成、菊池恵楓園・星塚敬愛園の2か所の療養所を弁護士が訪問して、裁判の原告となるよう直訴、その結果13名が原告となり、国家賠償請求訴訟を起こすことに同意した。熊本地裁への第1次提訴は、1998年 (平成10年) 7月31日のことである。当時全国のハンセン病療養所には約5千人の元患者が暮らしていたが提訴に躊躇する人が大半で反対するものも多く、わずか13人 (国立療養所星塚敬愛園療養者9名と国立療養所菊池恵楓園療養者4名) からの出発だった。
一方、熊本地裁への第1次提訴と同時期に、それとは別個に群馬県の国立療養所栗生楽泉園でも国賠訴訟の動きが出ていた。この話を聞きつけた九州弁護団が楽泉園の元患者を訪問、提訴を前橋地方裁判所ではなく東京地方裁判所にすることと、楽泉園だけでなく、国立療養所多磨全生園、静岡駿河療養所の元患者も原告に加わるように要請した。
これを受けて、谺雄二が中心となって、栗生楽泉園の元患者8名の他多磨全生園、静岡駿河療養所の元患者を原告とした国賠訴訟が実現、東京地方裁判所へ国を提訴した。原告団はこの訴訟を「らい予防法人権侵害謝罪・国家賠償請求訴訟」と呼んだが、普通は「らい予防法違憲国賠訴訟 (東日本訴訟)」と通称している。
東日本訴訟は、熊本地裁への提訴内容とは若干異なり、内閣総理大臣と衆議院・参議院議長両名の名前で、テレビ・新聞・ラジオにおいて、謝罪声明を出すことを追加として求めていたことが特徴である。
同時期には弁護士が元ハンセン病患者を説得して回り、1999年3月に国立療養所大島青松園に入所していた元患者59名が、国賠訴訟原告団に加わっている。

## 原告勝訴
熊本地裁での国賠訴訟において、厚生省は民法第724条後段の除斥条項を理由にして証拠調べに入ることに抵抗したが、裁判所は国の除斥論を退けることを決定、6月17日に原告側証人として和泉眞蔵 (大島青松園外科医長・当時)、8月27日に原告・被告双方の証人として大谷藤郎（藤楓協会理事長）を熊本地方裁判所に召喚し、証人尋問に入っていった。
この審理の間にも提訴が相次ぎ、9月27日には国立療養所長島愛生園の元患者11人が岡山地方裁判所に提訴、12月16日は82人が熊本地裁に第7次提訴を行い、この時点で全国で303人の元患者が国を提訴していた。
2001年5月11日に熊本地方裁判所で原告勝訴（正確には一部認容、一部棄却）の判決が出た時には、全国13か所の療養所入所者4,500余人のうち、過半数が原告になっていた。理論的に国側勝訴の予測があっただけに日本国政府の衝撃は大きく、厚生労働省の職員が速報のテレビに「なんで、なんで」とうわごとを呟きながら慌てる様子が、5月11日の熊本日日新聞に掲載されている。
日本国政府（厚生労働省・法務省）は当初、事実認定や立法不作為の正当性を巡って、14日間の猶予期間内に控訴を検討した。特に、法務省の訴訟担当者、厚生労働省のハンセン病担当者は、熊本地裁判決で認定された「立法の不作為」と「除斥期間の起算点」を問題視しており、控訴の方針を堅持して、各所に説得した。そのため、訴訟原告団は熊本地裁判決の後、直ちに総理大臣官邸前での座り込みを行って抗議、5月23日には小泉純一郎首相との面会が実現した。
結局、政府は控訴するに足るほどの正当な理由を見いだすことが出来ず、5月25日に法務大臣森山眞弓と厚生労働大臣坂口力が協議したのち、内閣総理大臣小泉純一郎の政治決断によって総理大臣談話を発表して、福岡高等裁判所への控訴を断念し、一審の熊本地裁判決が確定判決となった。
この間、官僚と政府との間では判決の評価にズレが生じていた。厚生労働大臣坂口力は控訴断念に傾き大臣辞任を覚悟し、法務大臣森山眞弓は控訴すべしを堅持、内閣官房長官福田康夫は官僚の控訴方針に不服だった。小泉純一郎はどうするか決めあぐね、一人で悩んでいたともいう。
ただし、小泉首相の控訴断念は「政治的なパフォーマンス」以上ではないのではないか、との批判はこの当時からある。この時の発言内容は実際には玉虫色で、控訴するのかしないのかはっきりしないものだったが、いつの間にか、控訴断念の部分だけが独り歩きしたものだった、という。小泉首相は過去4回厚生大臣を歴任しており、その間にも全患協からのらい予防法改正の要望を聞いていたはずなのにもかかわらず、この間の不作為について一切語らないことには批判があるが、一方で「もっとも、反省につながるほどの知識はないのかもしれない」と書く成田稔のように冷めた見方もある。

## 和解・基本合意書
この後、東京・岡山地裁の訴訟は国との和解が成立、原告団と国との間で「基本合意書」が交わされた。この合意書を元に、原告団・弁護団・全療協から成る統一交渉団と厚生労働省との間で協議会が開かれ、2001年12月、次の4点について「確認事項」が決定された。
1. 謝罪・名誉回復
2. 在園者保障
3. 社会復帰、社会生活支援
4. 真相究明

この「確認事項」のうち4点目を根拠にして2001年12月に「ハンセン病問題に関する検証会議」が発足した。しかし、会議の第1回目冒頭から、厚生労働省推薦による座長が会議の非公開を提案し、委員の反発を招いた。
採決の結果、委員全員が座長提案に反対する事態になり、座長はその後各委員宛てに、アメリカ合衆国に渡米するので第2回会議の日程は未定である、との書簡を送ったまま雲隠れしてしまった。このため、原告側の統一交渉団が座長の罷免を要求、更に検証会議の下に検討会を設けて、個別調査等を検討会で行い機能の充実を図ることも提案、これらは全て実現した。
検証会議による報告書は数回にわたって公表され、2005年3月、厚生労働大臣尾辻秀久に「最終報告書」が提出された。

## 日本の患者に対する補償
2001年 (平成13年) 5月11日の熊本地方裁判所の判決文 (熊本地方裁判所 平成10年(ワ)第764号・1000号・1282号・同11(ワ)383号) は、らい予防法は日本国憲法に明らかに違反すること、判決の効力が及ぶ「射程距離」については、国家賠償の起点になる時効（除斥期間の起算点）は、らい予防法が廃止された1996年（平成8年）4月1日であり、遅くとも1960年（昭和35年）以降は厚生大臣（当時、現厚生労働大臣）の患者強制隔離収容政策が、また、1965年（昭和40年）以降は国会議員の立法の不作為が、いずれも違法且つ有責であって不法行為が成立するとし、全てのハンセン病患者に対して、　隔離と差別によって取り返すことの出来無い、極めて深刻な人生被害を『作出』（つまり「作り出し与えた」）と認定した。
日本の裁判史上において、これほど厳しく日本国政府のらい予防法と政策による非行を断罪した類例は無い。
一審判決確定後、6月7日に衆議院で、6月8日には参議院で謝罪決議が採択された。6月22日にはハンセン病療養所入所者等に対する補償金の支給等に関する法律が施行された。また判決が出された直後に、日本弁護士連合会も熊本地方裁判所の判決文を高く評価する声明を会長名で出している。

## 日本国政府による謝罪
この判決と控訴断念によって、行政府で時の首相であった内閣総理大臣小泉純一郎・厚生労働大臣坂口力から謝罪が出ている。

## 立法府による謝罪
唯一の立法府である国会の衆議院・参議院から、謝罪決議が出ている。

## 司法府による謝罪
行政府である日本国政府と唯一の立法府である国会は、平成13年（2001年）に謝罪したものの、らい病特別法廷を昭和23年（1948年）から昭和47年（1972年）まで95件開廷した日本の裁判所は、三権の中で唯一謝罪をしていなかったが、平成28年（2016年）4月25日に、行政や立法の謝罪から15年遅れて、最高裁判所が謝罪を表明した。なお報告書では、日本国憲法第14条1項違反と指摘があったものの、日本国憲法違反ではないと結論付けているが、これに対する批判が患者会から挙がっている。

## 韓国・台湾に対する補償
2001年6月22日に成立したハンセン病補償法（「ハンセン病療養所入所者等に対する補償金の支給等に関する法律」）により、元患者らに賠償金が支払われることになったが、「厚労省告示（厚生労働省告示第二百二十四号）」によると、日本国内の国立・私立の療養所や、アメリカ軍占領下の琉球政府が設置した施設のみが対象であった。そのため、第二次世界大戦前まで日本が統治していた大韓民国と中華民国に建てられ、同様に運営がなされていた2つの施設（韓国小鹿島（ソロクト）更生園―現・国立小鹿島病院、台湾楽生院―現・楽生療養院）については、日本の国家補償対象外となっていた。
そこで、この2つの療養所の入所者（以後「原告側」と略す）は、ハンセン病補償法による補償をするように、日本国政府に損害賠償を請求した（2003年12月25日に小鹿島厚生園・合計117名、2004年8月23日に台湾楽生院25名）。ところが日本国政府（厚生労働大臣）は「小鹿島や楽生院は、補償法の言う国立療養所には当たらない」として、その補償請求を全て棄却した（小鹿島は2004年8月16日、楽生院は同年10月26日）。
そこで、原告側はこの棄却処分（不支給決定）の取り消しを求めて相次いで（小鹿島は2004年8月23日に、楽生院は同年12月17日に）東京地方裁判所に提訴した。そしてその判決が2005年（平成17年）10月25日言い渡されたが、判決は真っ二つに分かれた。小鹿島は棄却処分を取り消さない（訴えを認めない=補償法による補償はしない）、楽生院は棄却処分を取り消す（訴えを認める=補償法による補償をする）、ということになったのである。
これを受けて小鹿島の原告らは10月26日、棄却処分を取り消さないとした25日の東京地裁判決を不服として東京高裁に控訴した。また川崎厚生労働相は2005年11月8日の会見で、棄却処分を取り消すとした台湾訴訟について東京高裁に控訴することを正式に表明した。
その後原告側は台湾訴訟の控訴の取り下げを求めると共に、両訴訟の政治的判断による早期解決を求める活動を進めた。この間にも高齢の原告団の中には、亡くなる人が続出していて、一刻も早い解決が必要な状態であった。
その後、与党では補償額を国内入所者の水準に合わせて「一人800万円」とするハンセン病補償法の改正案を、2006年1月20日からの通常国会に提出する方針を決め、一方、厚生労働省は（韓国、台湾の）ほかにパラオ、サイパン（米国）、ヤップ（ミクロネシア連邦）、ヤルート（マーシャル諸島）の4地域についても調査をし、必要に応じて追加するという方向性を打ち出した。
原告側弁護団は上記与党の改正案を受け入れる旨の声明を発表、政府の迅速な対応を求めていたが、同年1月31日改正案は衆院本会議で可決、続いて2月3日参院本会議で全会一致の可決を見、2月10日「改正ハンセン病補償法（ハンセン病療養所入所者等に対する補償金の支給等に関する法律―平成18年2月10日法律第2号）」が成立するにいたった。
これにより、楽生院は合計29名全員（当初の25名に4名増加した）に補償金が支給され、原告側は2006年3月17日東京高裁で台湾訴訟の訴えを取り下げた。しかし小鹿島は入所者の資料が散逸しているため、入所年月の特定などが困難を極めたが、448名（提訴当初の117名が増加した）中426名に支給されている(2009年2月9日現在)。
2007年3月28日、厚労省はパラオ、ヤップ（ミクロネシア連邦）、サイパン、ヤルート（マーシャル諸島共和国）の各療養所を新たに補償の対象施設に指定すると発表した。現地調査や当時の文献から、患者を強制隔離していた事実が確認できたためで、厚労省は4月上旬から補償の申請を受け付けるとした。

### 注
1. ↑  1947年 (昭和22年) 9月に星塚敬愛園自治会の呼びかけで作られた五療養所患者連盟が、遠い前身である[1]。この時、多摩全生園は参加できる状態になかったため全国組織にまで発展できなかったが、1950年 (昭和25年) 2月から全国組織化に着手、1951年1月に全国国立癩療養所患者協議会が発足した[2]。全患協の直接的な母体は、1951年発足のこの協議会である。1953年に全国国立療養所ハンゼ〔ママ〕ン氏病患者協議会に、1959年に全国国立療養所ハンセン氏病患者協議会、1974年に全国ハンセン氏病患者協議会と、1983年には全国ハンセン病患者協議会へと改称された[3]。
2. ↑  厚生省は1983年からハンセン病予防事業対策調査検討委員会を恒常的に設けて、業務を財団法人藤楓協会に委託していたが、委員会はまともに仕事をしておらず、設立以来10年間、一つの意見書も作成しないありさまだった[9]。
3. ↑  この時の厚生大臣の謝罪内容については抄録であるが、大谷『歴史』pp.394-396に収録されている。
4. ↑  しかし、裁判での証人尋問では、杉山正士裁判長から「裁判を受ける権利はわかっていますか」「あなたの裁判の結果で、処遇を下げることに賛成なのですか」と質問され、最後には「反対です」と証言せざるを得なくなった[20]。
5. ↑  その後原告の数は増え、東日本訴訟は、多磨全生園、栗生楽泉園、駿河療養所に加えて、松丘保養園、東北新生園などの療養所入所者の他にも、東日本在住の退所者も原告に加わり、計425名を数えた[23]。
6. ↑  一方、熊本地裁、岡山地裁に提訴された訴訟はそれぞれ、西日本訴訟、瀬戸内訴訟と通称されている。
7. ↑  判決が出されたとき、運動家らによって裁判所の前で「全面勝訴」ではなく「勝訴」の紙が掲げられた。しかし彼らは後に「完全勝訴」と振り返っている。
8. ↑  これについては日本国憲法第4章に反するとの指摘があった。判決でも「国会議員の立法行為が国家賠償法上違法となるのは、容易に想定し難いような極めて特殊で例外的な場合に限られる」とことわっている。